# Абдулбасиров, Магомедтагир Меджидович
Магомедтаги́р Меджи́дович Абдулбаси́ров (10 апреля 1935 года, с. Хелетури, Ботлихский район, Дагестанская АССР — 22 июля 2003 года, г. Москва, Российская Федерация) — российский политический деятель. Депутат Государственной думы РФ первого созыва (1993—1995) от избирательного объединения Общероссийская общественная организация — политическая партия «Аграрная партия России». Начальник отдела Министерства по делам федерации и национальностей РФ. Кандидат экономических наук. Аварец по национальности.

## Биография
- Родился в крестьянской семье в селе Хелетури Ботлихского района (Дагестанская АССР) 10 апреля 1935 года.
- Окончил Дагестанский сельскохозяйственный институт (1956), Новочеркасский инженерно-мелиоративный институт, Академию общественных наук. По образованию ветеринарный врач и инженер лесного хозяйства.
- 1956—1958 — заведующий Ботлихским центральным зооветучастком.
- 1958—1961 — главный врач райсельхозуправления.
- Секретарь райкома КПСС.
- Начальник Ботлихского территориального производственного управления сельского хозяйства, заместитель заведующего сельхозотделом обкома КПСС.
- 1975 — секретарь обкома КПСС, министр сельского хозяйства Дагестанской АССР.
- 1983 — первый заместитель Председателя Совета Министров республики.
- 1985 — председатель агропромышленного комитета Дагестанской АССР.
- 1990 — избран народным депутатом РСФСР. Состоял в депутатской фракции «Аграрный союз».
- 1993 — был избран в Государственную думу, где состоял во фракции Аграрной партии России.
- 1994 — лишён мандата в связи с назначением заместителем министра сельского хозяйства и продовольствия РФ. Был также председателем Комитета Российской Федерации по пищевой и перерабатывающей промышленности.
- 1994 — назначен генеральным директором созданной при Министерстве сельского хозяйства и продовольствия Федеральной продовольственной корпорации (ФПК).
- 1996 — уволился из ФПК по собственному желанию. В ноябре 1996 года на Абдулбасирова было совершено покушение (его автомобиль был обстрелян неизвестными). Не пострадал.
- Главный советник председателя Совета Межпарламентской ассамблеи СНГ — председателя Совета Федерации ФС РФ Егора Строева.
- Абдулбасиров Магомедтагир Меджидович скончался 22 июля 2003 года, похоронен в г. Махачкала.

## Награды и память
- Орден Трудового Красного Знамени,
- Орден «Знак Почёта» (дважды),
- Орден Дружбы народов,
- медали
- Почётные грамоты Президиума ВС Республики Дагестан.

В честь Абдулбасирова названа одна из улиц Махачкалы.

## Научные труды
- «Пути интенсификации животноводства»

## Семья
Супруга — Абдулбасирова Загра Агларовна
Дети: Гаджимурадова Айшат Магомедтагировна, Гафурова Разият Магомедтагировна, Ахмедова Заира Магомедтагировна